# Stazione di Ambivere-Mapello
La stazione di Ambivere-Mapello è una stazione ferroviaria posta sulla linea Lecco-Brescia. Serve i centri abitati di Ambivere e di Mapello.

## Storia
Il fabbricato viaggiatori fu costruito nel 1881.

## Movimento
La stazione è servita dai treni regionali della relazione Lecco-Bergamo.